# Koyukuk (Alaska)
Koyukuk ist ein Ort mit dem Status einer City in der Yukon-Koyukuk Census Area in Alaska. Das U.S. Census Bureau hatte bei der Volkszählung 2020 eine Einwohnerzahl von 98 ermittelt.

## Geographie
Koyukuk befindet sich im Alaska Interior im zentralen Nordwesten von Alaska. Der Ort liegt am rechten, westlichen Flussufer des Koyukuk River, unmittelbar an dessen Mündung in den Yukon River. Der Ort liegt auf einer Höhe von 36 m 470 km westlich der Stadt Fairbanks. Die nächstgelegenen Orte sind Nulato, 25 km südwestlich flussabwärts am Yukon River gelegen, Galena, 40 km ostsüdöstlich flussaufwärts am Yukon River, sowie Huslia, 110 km nordnordöstlich flussaufwärts am Koyukuk River. Koyukuk besitzt einen Flugplatz.

## Geschichte
Ivan Petroff meldete 150 Einwohner eines Handelspostens und Eskimodorfs beim Zensus 1880. Ein Postamt wurde 1898 eröffnet. Es wurde 2 Jahre später geschlossen, bevor es 1933 wiedereröffnet wurde. Die Einwohnerzahl lag 1910 bei 121, 1920 bei 124, 1930 bei 143, 1940 bei 106 sowie 1950 bei 79. Im Jahr 1973 erhielt Koyukuk den Status einer City. Im Jahr 2015 diente Koyukuk als ein Kontrollpunkt des Iditarod-Schlittenhunderennens, das in dem Jahr wegen Schneemangels im Süden Alaskas die sogenannte „Fairbanks-Route“ nahm.

## Demografie
Zum Zeitpunkt der Volkszählung im Jahre 2020 (U.S. Census 2020) hatte Koyukuk 98 Einwohner auf einer Landfläche von 14,88 km². Die Einwohner sind alle amerikanisch-indianischer Abstammung.
Beim Zensus im Jahr 2000 wurden 101 Einwohner gezählt, 2010 waren es 96.